# Ixora bullata
Ixora bullata är en måreväxtart som beskrevs av William Bertram Turrill. Ixora bullata ingår i släktet Ixora och familjen måreväxter. Inga underarter finns listade i Catalogue of Life.